# My Town
My Town — песня рэпкор-группы Hollywood Undead, четвёртый трек с их второго студийного альбома American Tragedy. Впервые песня прозвучала на концерте группы 27 марта 2011 года, за неделю до выхода альбома. В июле песня была анонсирована как пятый сингл с альбома, тогда же объявлен конкурс фанатских видео, лучшие из которых попадут в официальное видео на песню. Конкурс был завершён 22 июля 2011 года. Однако в запланированное время песня не вышла как сингл.
Песня является саундтреком к игре Street Fighter X Tekken. Ремикс песни попал в альбом American Tragedy Redux.

## Исполнение
Первый куплет исполняет Funny Man, второй куплет — Johnny 3 Tears, припев поёт Danny.

## Участники
Hollywood Undead
- Charlie Scene — бэк-вокал, соло-гитара
- Da Kurlzz — ударные, перкуссия, вокал, бэк-вокал
- Danny — вокал
- Funny Man — вокал
- J-Dog — клавишные, синтезатор, ритм-гитара, бэк-вокал
- Johnny 3 Tears — вокал, бас-гитара

Продюсеры
- Don Gilmore
- Dave Katz
- Sam Hollander